# Acacia chrysella
Acacia chrysella é uma espécie de leguminosa do gênero Acacia, pertencente à família Fabaceae.